# Kulturkirche
„Kulturkirche“ ist eine Wortneuschöpfung von kirchlichen Verantwortlichen und wird nicht einheitlich gebraucht. Zuweilen ist auch von „Kunststation“ oder allgemeiner von „Themenkirche“ die Rede. Man versteht darunter im deutschsprachigen Raum eine Kirche, die zeitweise oder nur noch für gesellschaftliche oder künstlerische Zwecke genutzt wird. Dabei werden mit dem mehrdeutigen Wort sowohl Kirchen bezeichnet, die neben der kulturellen Nutzung weiterhin für Gottesdienste genutzt werden als auch profanierte Kirchengebäude.
Beispiele für Kulturkirchen in Mischnutzung sind:
- Petrikirche (Lübeck)
- St.-Matthäus-Kirche, Berlin-Tiergarten
- Christuskirche (Bochum) („keine Kulturkirche, sondern Kirche der Kulturen“)[1]
- Kunst-Station Sankt Peter Köln
- Auferstehungskirche, Kulturkirche Ost in Köln-Buchforst
- Lutherkirche (Köln-Nippes)[2]
- St. Johanniskirche (Altona), Kulturkirche Altona
- St. Stephani (Bremen)
- Frauenkirche (Dresden)
- St. Jakobi (Hildesheim)
- St. Pankratius (Isseroda)
- St. Thomas Morus (Gießen)
- St.-Marien-Kirche (Wolfsburg)

Beispiele für Kulturkirchen nach Profanierung sind:
- Nikolaikirche (Anklam)
- Nikolaikirche (Berlin)
- Nikolaikirche (Rostock)
- Jakobikirche (Stralsund)
- Konzertkirche Neubrandenburg
- Dreifaltigkeitskapelle (heute: Eventkapelle), (Köln-Marsdorf)
- Marienkirche des Klosters Unser Lieben Frauen (Magdeburg)
- Immanuelskirche (Wuppertal)
- St. Wolfgangskirche (Wörth am Main), jetzt Schifffahrts- und Schiffbaumuseum Wörth am Main
- St. Marien (Neuruppin)
- Klosterkirche Luckau, heute Niederlausitz-Museum (Luckau)

Beispiele für Kulturkirchen im europäischen Ausland:
- Saint-Eustache (Paris) (Mischnutzung)[3]
- Eusebiuskerk (Arnhem) (Entwidmung)
- Pauluskirche (Basel) (Entwidmung und Weiternutzung als Kulturkirche Paulus)